# 阿寒湖

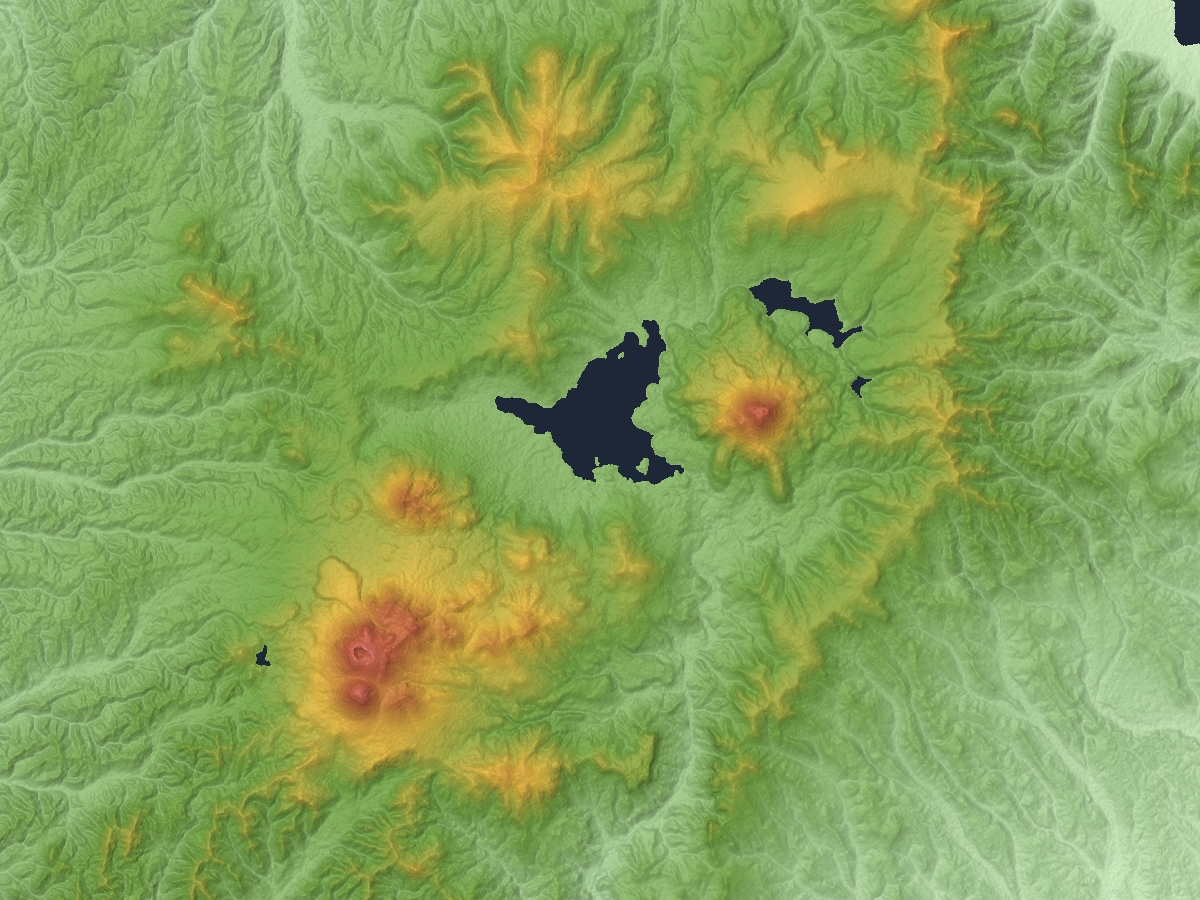
阿寒カルデラの地形図
中央右が雄阿寒岳
左下が雌阿寒岳

阿寒湖（あかんこ）は、北海道東部、釧路市北部に位置する湖。全域が阿寒摩周国立公園に含まれ、道東を代表する観光地となっている。淡水湖としては北海道で5番目に大きい。
特別天然記念物のマリモや、ベニザケの湖沼残留型（陸封型）であるヒメマスが生息する。冬は全面結氷し、ワカサギ釣り、スケート、スノーモービルなどのウィンタースポーツが盛んで、阿寒湖氷上フェスティバル・冬華火などのイベントも開催される。周囲はエゾマツ、トドマツなどの亜高山帯針葉樹林、およびナラなどの広葉樹を交えた針広混交林の深い森に覆われており、ヒグマ、エゾシカなどが生息している。
2005年11月8日、ラムサール条約登録湿地となった（登録面積1,318ha）。

## 地理
雄阿寒岳の西にあり、山の北にあるパンケトー、東にあるペンケトーとともに雄阿寒岳の裾野を三方から円形に囲む地勢である。雄阿寒岳と対をなす雌阿寒岳は、阿寒湖の南西約9キロメートルのところにある。カルデラ湖としては傾斜も深さも穏やかである。
- 島：大島、小島、チュウルイ島、ヤイタイ島の4つ。チュウルイ島にマリモ展示観察センターがある。
- 流入河川：イベシベツ川、キネタンベツ川、チュウルイ川、ポンチュウルイ川、尻駒別川など
- 流出河川：阿寒川

### 気候
年平均気温はわずか3.7度と非常に寒冷で、1月と2月の平均最低気温は-17度を下回る。
|               | 1月   | 2月   | 3月  | 4月  | 5月  | 6月  | 7月  | 8月   | 9月   | 10月  | 11月  | 12月 | 年     |
| ------------- | ----- | ----- | ---- | ---- | ---- | ---- | ---- | ----- | ----- | ----- | ----- | ---- | ------ |
| 平均気温 (°C) | -10.7 | -10.2 | -5.3 | 2.0  | 8.0  | 12.4 | 16.5 | 17.7  | 13.1  | 7.0   | 0.2   | -6.3 | 3.7    |
| 降水量 (mm)   | 65.1  | 52.0  | 77.0 | 98.9 | 95.8 | 80.2 | 94.5 | 149.4 | 158.4 | 138.9 | 109.0 | 76.5 | 1207.3 |

冬には結氷するが、ところどころに直径1から6メートルの氷が薄くなった穴があり、「湧壺」と呼ばれている。沿岸に近い湧壺は、湖底に湧く温泉水が上昇して作る。沖合では湖底に湧く気泡が上昇流を起こし、底にたまる比較的冷たくない水を表面に持ち上げることで生じる。
水面に到達する前の気泡ごと湖水が凍り、美しい模様に見える「アイスバブル」という現象も結氷期に起きる。

## 形成
古阿寒湖は約17.5万年前の噴火(AK2噴火、噴出量56.8DRE km3)、及び約15.8万年前の噴火(AK1噴火、噴出量7.8DRE km3)によるカルデラ湖として誕生し、いったんは外輪山である雌阿寒岳の噴火などによって埋め立てられたが、今から1万年程前に雄阿寒岳（中央火口丘にあたる）の噴火活動によって堰止湖がつくられた。しかし雄阿寒岳は成長を続け湖面を埋めてしまい、古阿寒湖は分断され、現在の阿寒湖、そして東にあるペンケトー、パンケトーが誕生した。なお湖南方向、約8kmの地点に山頂がある雌阿寒岳は現在も活動中の活火山であり、2006年3月21日には小規模な噴火を起こした。

## 伝説
火口から噴煙を上げ、火山活動の影響で草木が生えない雌阿寒岳の姿を見たアイヌは、「山同士の争いに巻き込まれて槍で突かれて、傷口から膿を流している」と解釈し、さまざまな伝説を造り上げてきた。以下は、その例である。
- 雄阿寒岳と雌阿寒岳は夫婦の山だったが、雄阿寒岳は留辺蘂の奥にあるポンヌプリ（小さい山）を妾として囲っていた。それを知った魔の神・ニッネカムイが「山のくせに妾を持つのは生意気だ」と、雄阿寒はおろか罪科の無い雌阿寒まで槍で突き刺した。雌阿寒の火口は、その傷跡だという。

- 大雪山系のオプタテシケ山と雌阿寒岳は夫婦山だった。ところが喧嘩別れして、雌阿寒は実家に帰ってしまった。いつか恨みを晴らしてやろうと機会を伺う雌阿寒は、ある時ついに遠くのオプタテシケ目掛けて槍を投げつけた。それを見た十勝のヌプカウシ山が驚いて止めようとして、片方の耳を削られた。騒ぎを知ったオプタテシケは槍を投げ返して雌阿寒に命中させたので、今でも雌阿寒は傷から膿を流しているのだ。なお、槍を止めようと立ち上がったヌプカウシの居場所に水が溜まったのが然別湖である。

## 利用

### 観光とアイヌ文化

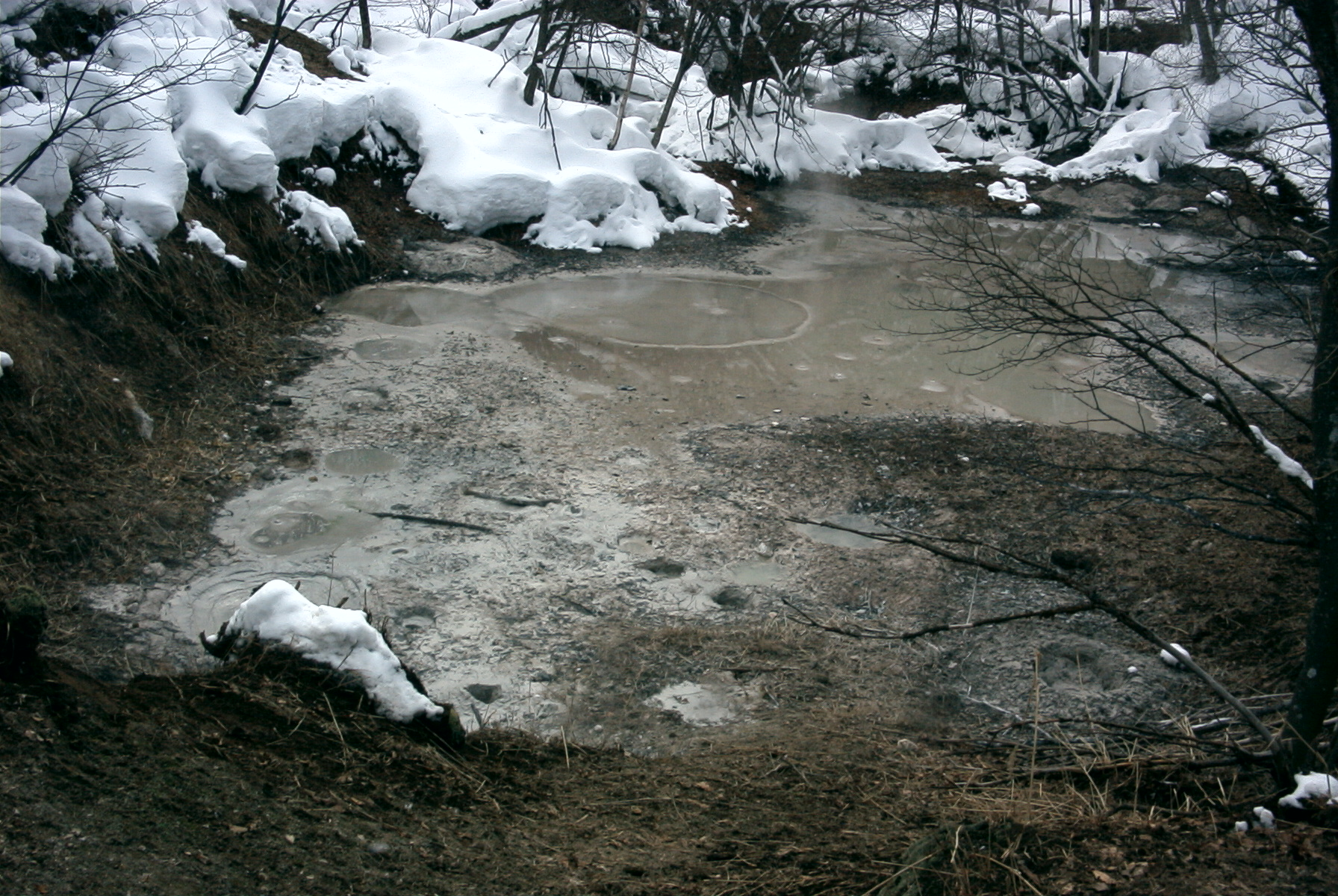
ボッケ

火山地域にあるため温泉が沸き、湖南岸には阿寒湖温泉の温泉街がある。遊覧船が出ているほか、環境省の阿寒湖畔エコミュージアムセンターや、阿寒湖周辺の自然保護に貢献した前田一歩園財団が保有する前田記念館（前田一歩園初代理事長であった前田光子の山荘）がある。
遊覧船でチュウルイ島に渡り、自然の状態のマリモを見ることが出来る。
湖畔ではボッケと呼ばれる泥火山が噴出し、硫黄の異臭を周辺に放っている。「ボッケ」はアイヌ語で「煮え立つ」を意味する。

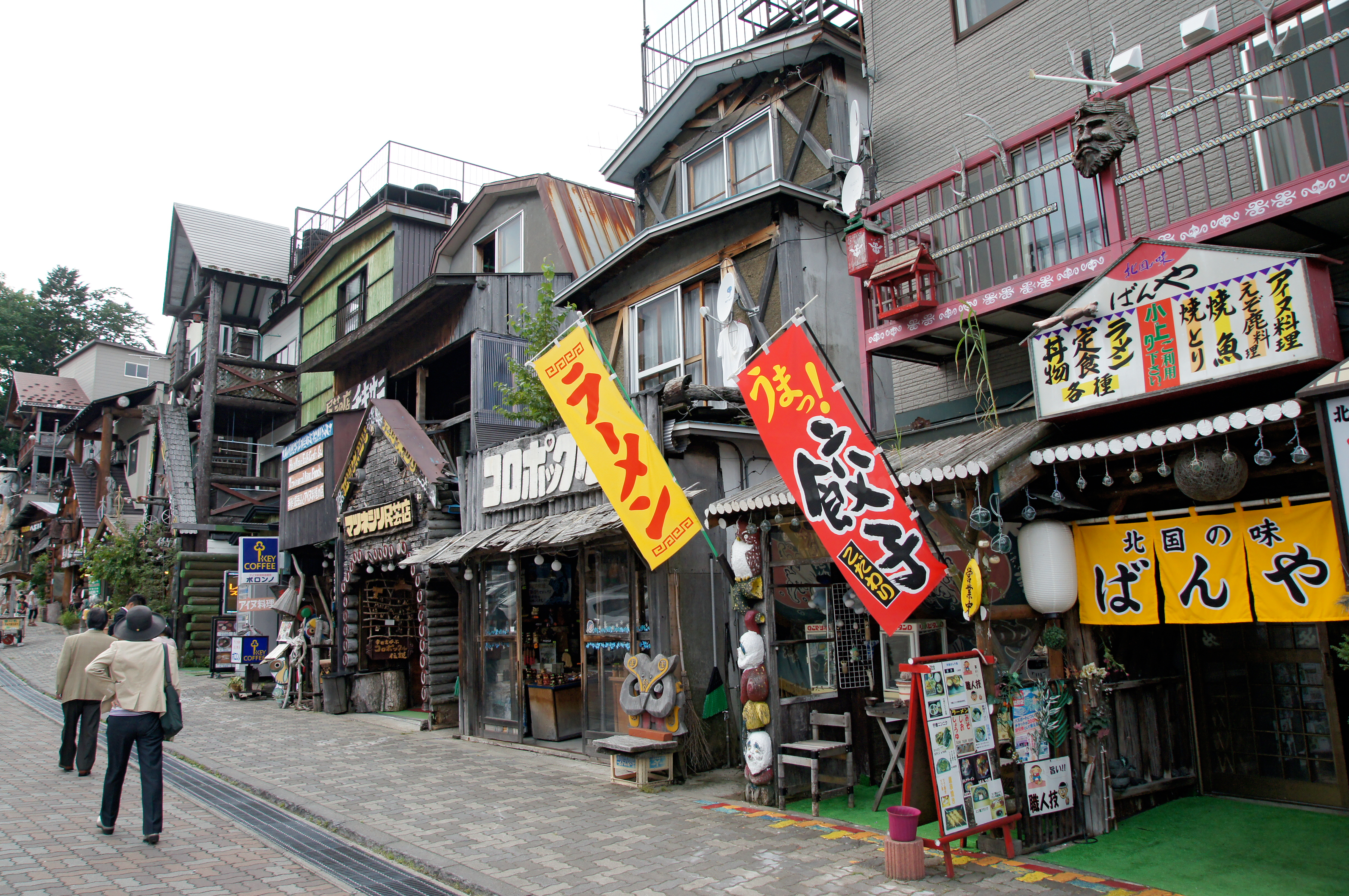
アイヌコタン

阿寒湖温泉街の一角には約30戸、120人程度が暮らす北海道最大のアイヌコタン（アイヌの集落）がある。アイヌの伝統舞踊を公演する演舞場の「オンネチセ」や、アイヌの伝統文化を紹介する2つの資料館（アイヌ生活記念館、森と湖の藝術館）ならびに木彫製品などを販売する土産物店などが並んでいる。
欧米の観光客には、自然と調和して暮らしてきた世界各地の先住民の文化に対する関心の高い人が多い。このため訪日外国人の誘致も狙って、アイヌ文化の発信により力を入れる取り組みが官民で進んでおり、2017年6月17日に第一回イランカラプテ音楽祭（イランカラプテは挨拶、もてなしを意味するアイヌ語）が阿寒湖アイヌシアター「イコロ」で開かれた。

### 漁業
ニジマス、イトウ、イワナ、アメマス、コイなどを対象としたスポーツフィッシングのメッカの一つとしても有名で、冬季には、結氷した湖面に穴を開けてのワカサギ釣りも盛んである。また、1920年代に食用に放流されたウチダザリガニが生息している。大きなものは体長20cmほどにもなり「レイクロブスター」と称して販売している。このウチダザリガニは北米原産で特定外来生物に指定されているため、他の水面では放流が禁止され採捕・移動等についても環境省の許可を要する生物であるが、阿寒湖漁業協同組合は外来生物法成立以前からウチダザリガニについて第5種共同漁業権を有している。

## 環境調査
環境省は2013年秋から阿寒湖周辺の湖沼群で植物や水質などの調査を行っている。2014年夏の調査では新たに湧水群2ヶ所が発見された。

## レジャー

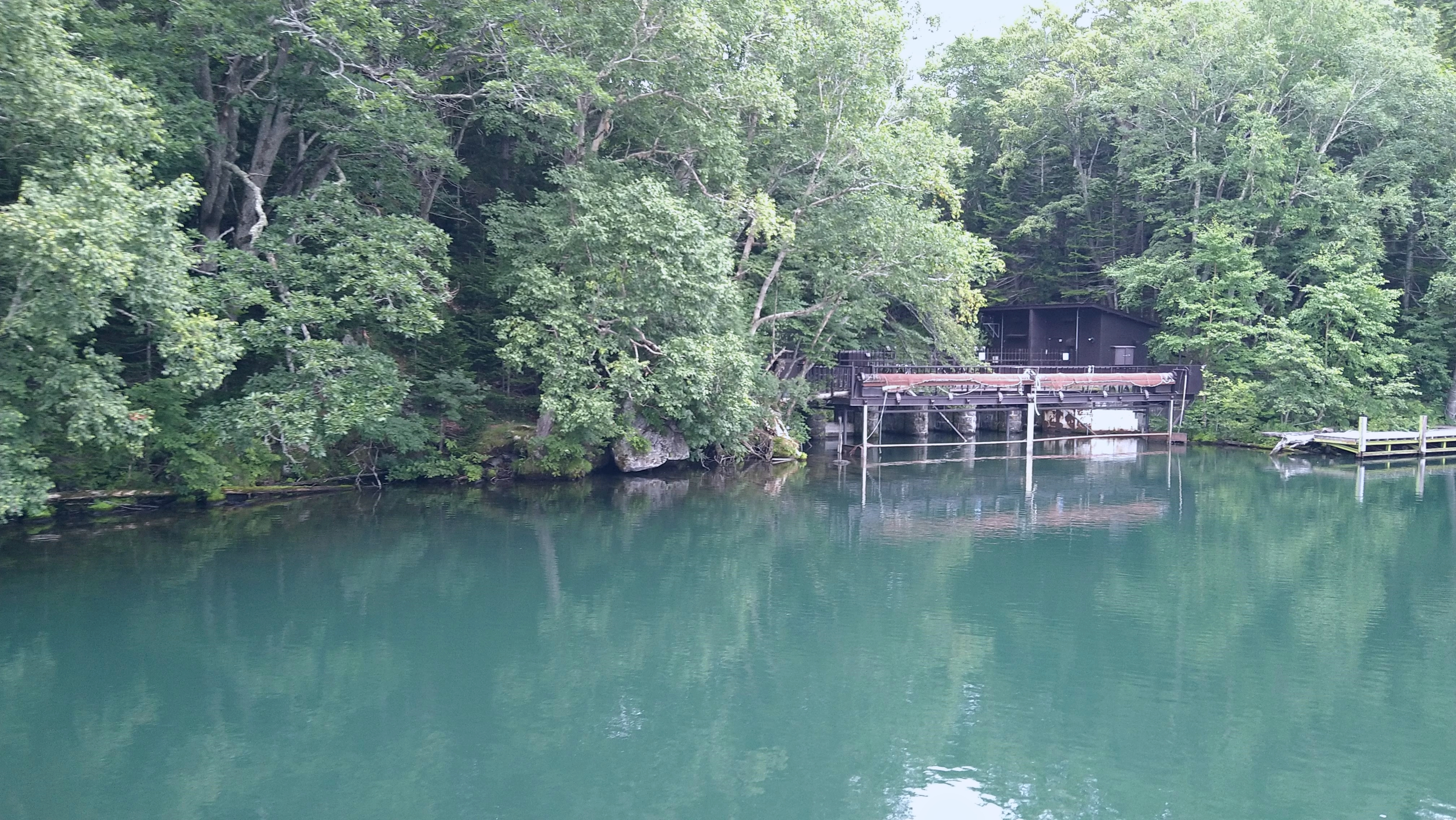
阿寒湖チュウルイ島桟橋

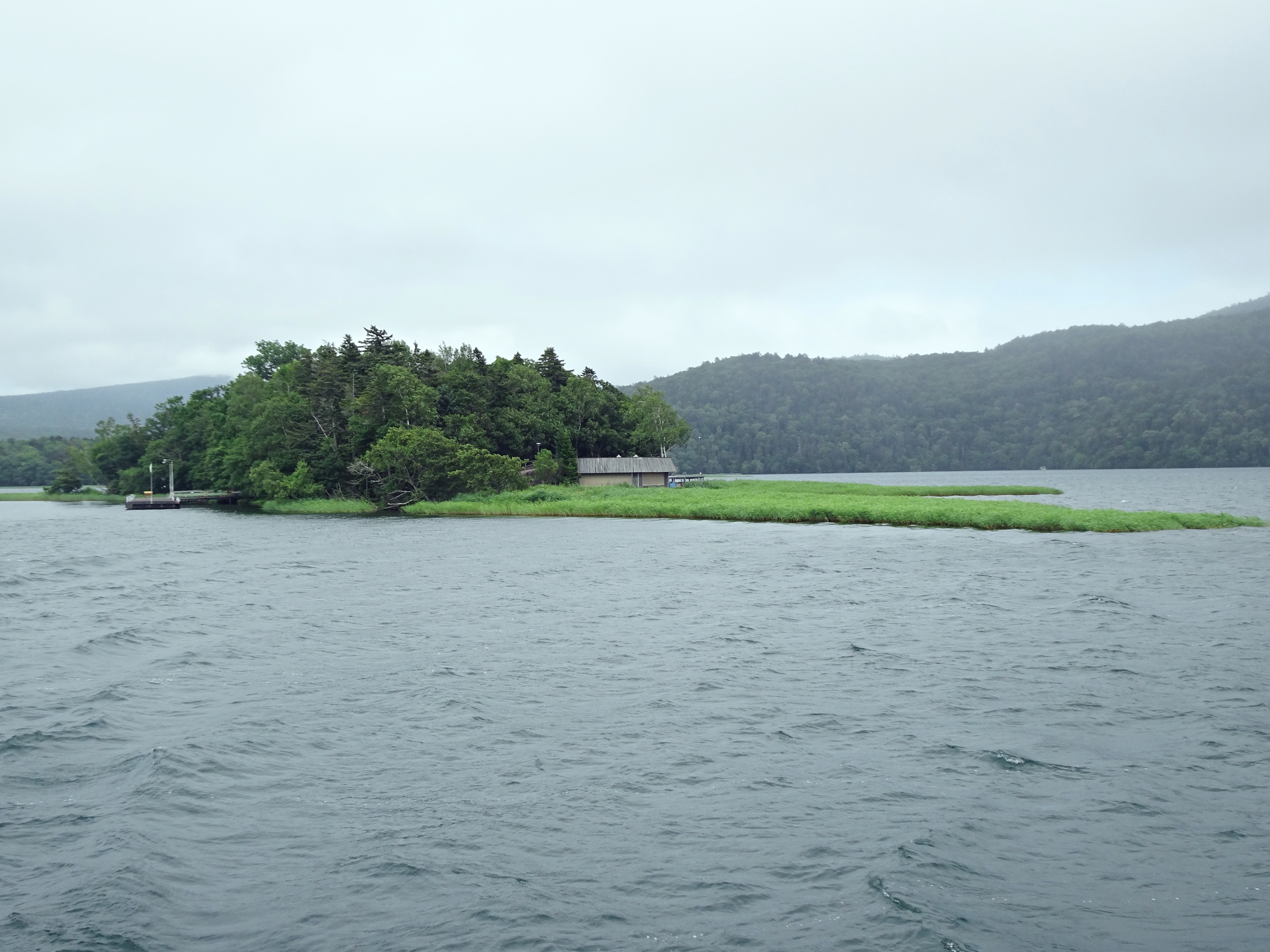
阿寒湖に浮かぶチュウルイ島

- チュウルイ島 - 唯一、遊覧船・モーターボートで上陸できる島。マリモ保護監視人が常駐。
- ヤイタイ島 - 雑木が茂っているという意味の「ヤイタイモシリ」。阿寒湖最小の島で、湖の守り神として「白龍山の神」を祭る。

阿寒湖畔
- 阿寒湖畔温泉
- マリモ
- カヌー
- スノーシュー
- 阿寒湖氷上フェスティバル - 冬華火
- 阿寒湖畔スキー場

## ギャラリー

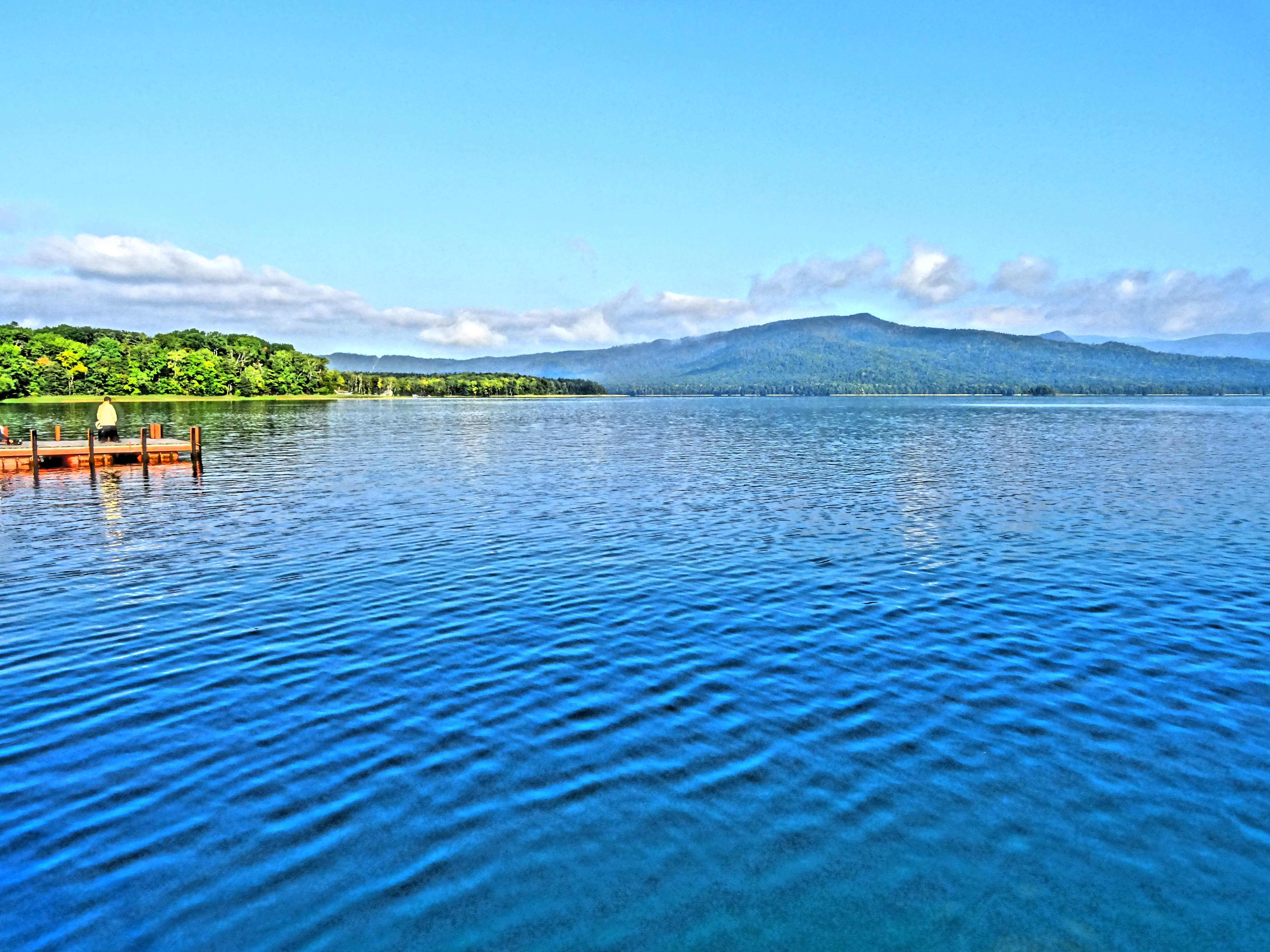
阿寒湖と阿幌岳
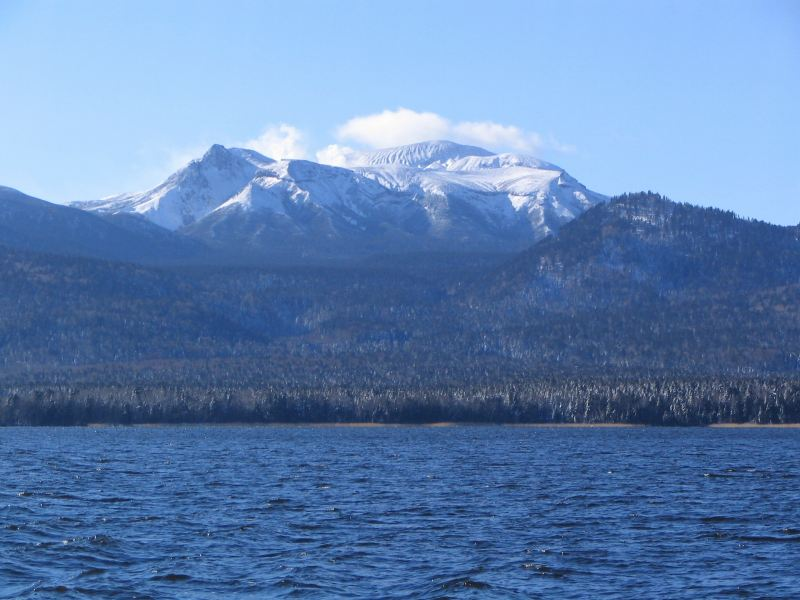
阿寒湖上と噴気を上げる雌阿寒岳
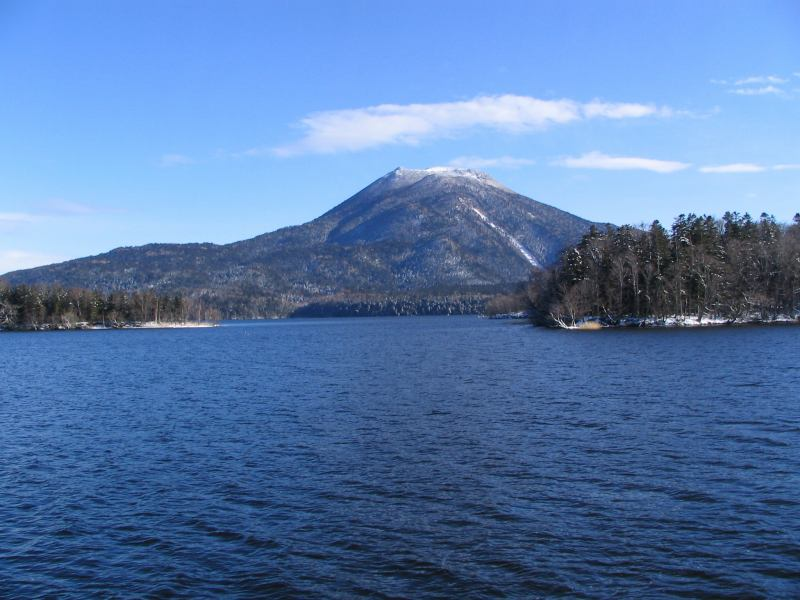
初冬の阿寒湖と雄阿寒岳
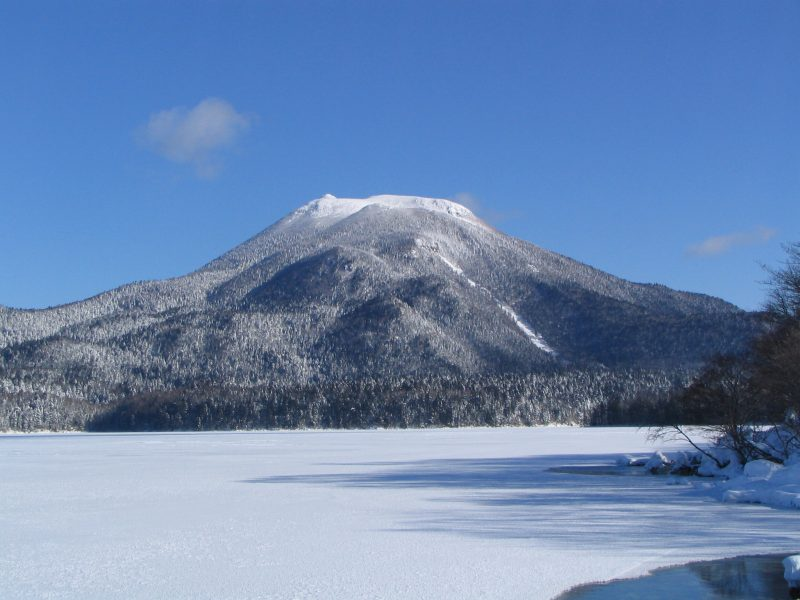
冬の結氷した阿寒湖と雄阿寒岳
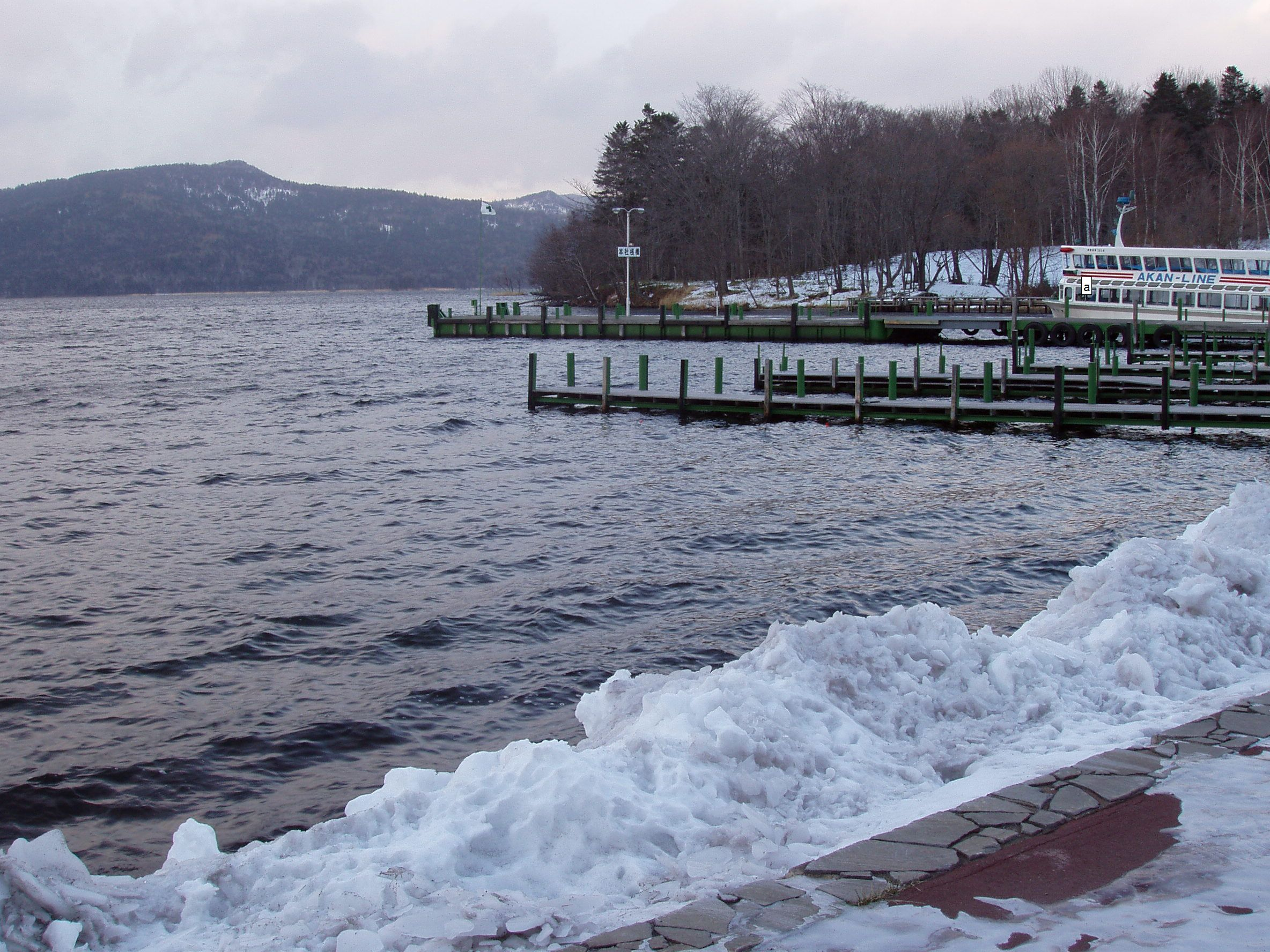
冬の阿寒湖畔（2004年12月11日撮影）

周辺
- オンネトー
- 雌阿寒温泉（野中温泉）
- 白藤の滝
- 双岳台、双湖台
- 太郎湖、次郎湖

## 交通

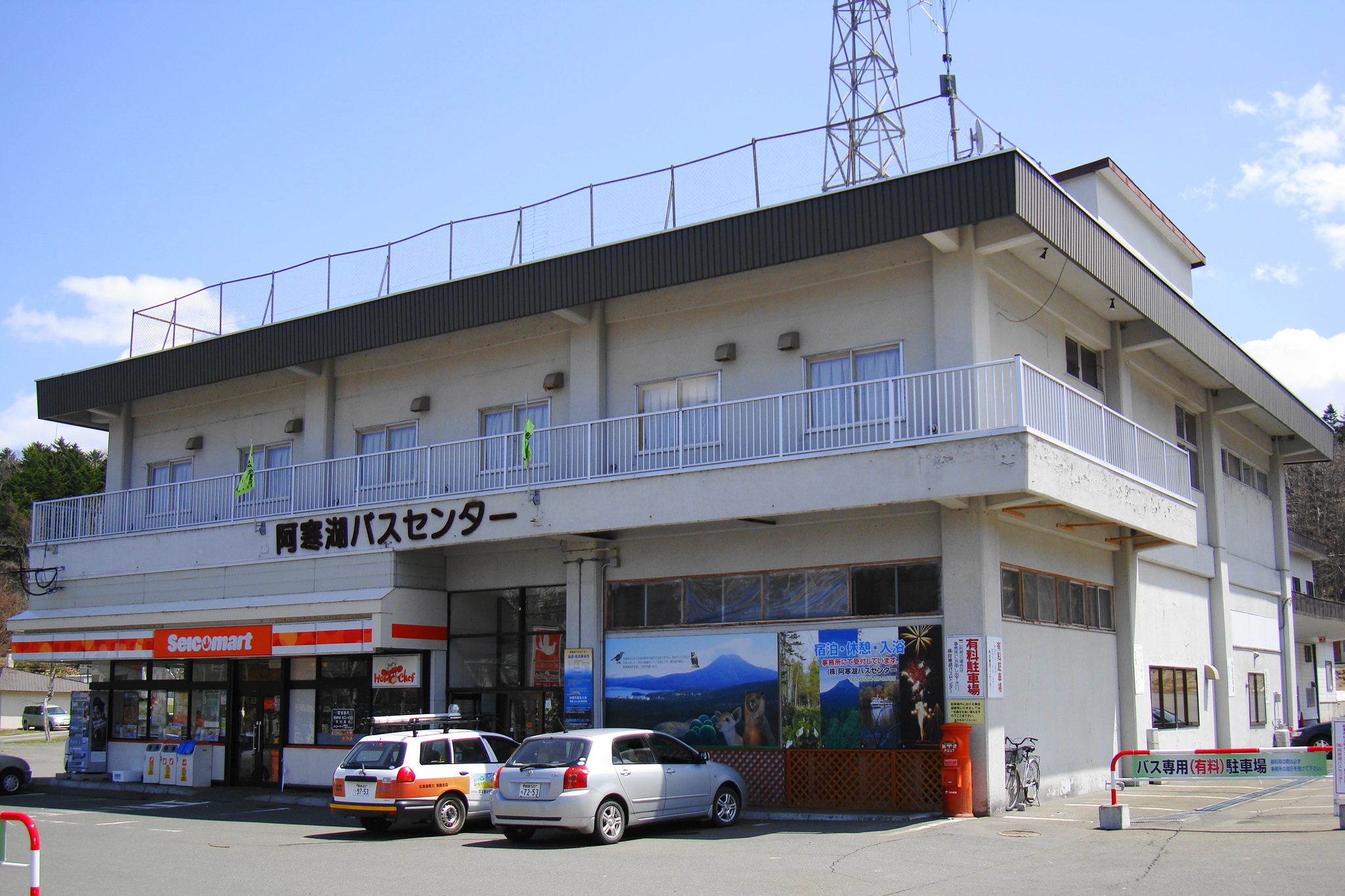
阿寒湖バスセンター

釧路市中心部、美幌町から国道240号が、また足寄町・弟子屈町から国道241号が通じる。
公共交通機関は阿寒バスが運行する。阿寒湖バスセンターから釧路駅・釧路空港からの定期路線バス、道北バスと共同運行で釧路 - 旭川間の「サンライズ旭川釧路号」、北海道北見バスと共同運行で釧路 - 北見間の「特急釧北号」が通る。帯広方面（網走観光交通）、新千歳空港方面（エルム観光バス）からもバス路線がある。また夏期を中心として定期観光バスが摩周駅・川湯温泉・美幌駅・女満別空港・網走駅方面を結ぶ。